# Pera Dobrinović
Pera (Petar) Dobrinović (în sârbă Пера Добриновић; n. 11 iunie 1853, Belgrad, Principatul Serbiei – d. 21 decembrie 1923, Belgrad, Regatul Iugoslaviei) a fost un actor, regizor și om de teatru sârb, conducător al Teatrul Național Sârb din Novi Sad și al Teatrului Național din Belgrad.

## Biografie
Dobrinović a absolvit Școala de Teatru din Belgrad. Începând cu anul 1873, și-a adus contribuția pe scena teatrului din Novi Sad, unde a fost și regizor, iar între 1905 și 1910 a ocupat funcția de director al Teatrului Național Sârb.
Din 1913 a lucrat la Belgrad, preluând conducerea Teatrului Național.

## Activitate artistică

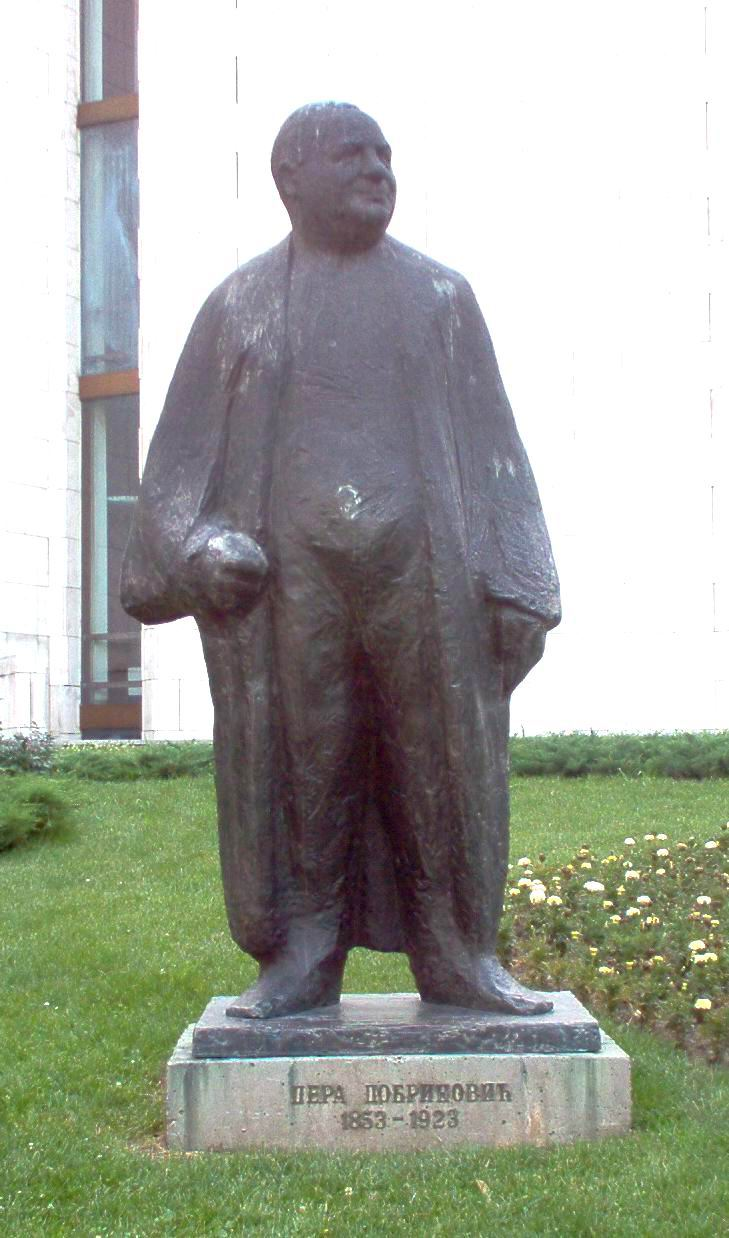
Statuia lui Pera Dobrinović în Novi Sad

Dobrinović a interpretat roluri tragice și comice din repertoriul național și internațional, remarcându-se prin bogăția și diversitatea expresiei sale artistice. Printre cele mai notabile interpretări se remarcă rolul lui Iago în Othello și cel al lui Richard al III-lea din piesele lui Shakespeare.
Cele mai reușite roluri s-au materializat în operele din repertoriul național, jucând în drame istorico-romantice și comedii scrise de Milovan Glišić, Branislav Nušić și alți dramaturgi sârbi. Rolul grecului avar din comedia Kir Janja de Jovan Sterija Popović reprezintă, fără îndoială, cea mai importantă creație a sa.
A fost primul actor sârb căruia i s-a ridicat o statuie, în 1982, la Novi Sad.
Este inclus în lista Cei 100 cei mai proeminenți sârbi.